# Туеч
Туеч (романш. Tujetsch, нем. Tavetsch) — коммуна в Швейцарии, в кантоне Граубюнден. 
Входит в состав округа Сурсельва. Население составляет 1881 человек (на 31 декабря 2006 года). Официальный код  —  3986.

## Состав коммуны
Туеч разделяется на: 
Tschamut, Selva, Dieni, Rueras, Zarcuns, Camischolas, Гонда, Седрён, Bugnei, Surrein, Cavorgia.